# طواف إيطاليا 1997
طواف إيطاليا 1997 هو سباق دراجات هوائية أقيم في إيطاليا بتاريخ مايو 17 — يونيو 8، تكون السباق من 22 مرحلة وامتدّ لمسافة 3912 كم بسرعة 38.017 كم/س، استغرق السباق 102 ساعة 53 دقيقة 58 ثانية. فاز به الإيطالي إيفان غوتي.